# با توجه به متیو
با توجه به متیو (به هندی: According to Mathew) فیلمی است محصول سال ۲۰۱۸ و به کارگردانی چاندران روتنام است. در این فیلم بازیگرانی همچون ژاکلین فرناندز، آلستون کوچ ایفای نقش کرده‌اند.